# 盛永堂
盛永堂（1927年6月—2022年4月29日），男，山東省昌邑縣人，中华人民共和国政治人物。

## 生平
1945年10月加入中國共產黨。曾先後在中共昌邑縣委辦公室工作，任宣傳部幹事、夏店區委和逢崔區委宣傳委員。1948年8月，任淮海戰役支前中隊教導員。1949年2月，任安徽省廬江縣黃泥河區委副書記。同年5月，任江西省貴溪縣上清區委副書記。同年7月，調南京學習，任分隊長。是年10月，調中國人民解放軍西南服務團任分隊長。同年12月後，任鄰水縣九龍區委副書記、書記、區長。1952年8月後，任中共鄰水縣委宣傳部副部長、部長。1953年1月，鄰水縣第六屆各界人民代表會議上被選為縣各屆人民代表會議常務委員會副主席。同年12月，任鄰水縣人民政府縣長。1954年5月，任中共鄰水縣委副書記。1954年7月，當選為四川省第一屆人民代表大會代表。1955年1月起，任中共鄰水縣委書記。1956年5月，被選為中共四川省第一次代表大會代表。1958年3月，兼任中國人民解放軍鄰水縣人民武裝部第一政委。1966年3月，被選為中共四川省第二次代表大會代表。1970年5月，任鄰水縣革命委員會副主任、縣革委核心小組副組長。1971年4月，調離鄰水。1971年至1978年任巴中縣革委會核心小組副組長，縣委書記、縣革委會副主任、主任；1978年至1981年任中共達縣地委書記，達縣地區行署專員；1981年至1983年任中共達縣地委第一書記，1983年至1987年任中共達縣地委書記。1987年至1993年，担任四川省第七届人大常委会委员、省人大农委副主任委员。曾當選為四川省第三屆黨代會侯補委員、第四屆黨代會委員，四川省五屆人大代表，1987年當選為中国共产党第十三次全国代表大会代表。2015年獲頒抗戰紀念章。2022年4月29日在成都逝世。